# Cedar Hill (Texas)
Cedar Hill város az USA Texas államában, Dallas és Ellis megyében. Lakosainak száma 49 148 fő (2020. április 1.).

## Népesség
A település népességének változása:

| 2010 | 45 028 |
| 2020 | 49 148 |